# Gamáliel (pátriárkák)
Gamáliel (héberül גַּמְלִיאֵל gămlîʾēl: Gamlíél) hat zsidó pátriárkának a neve.

## I. Gamáliel
A híres idősebb Hillél unokája. Jézus korában a Szanhedrin tagja, aki fenntartásokkal ugyan, de fellépett Jézus híveinek a védelmében. Tanítványai közül ismeretes:
- Pál apostol (korábban Tarsusi v. Tarszoszi Saul)
- II. Gamáliel

## II. Gamáliel
I. Gamáliel unokája. A Tarsusi Saullal ellentétben II. Gamáliel ükapjának, Hillélnek a vallási hagyományát követte.

## III. Gamáliel
I. Júdás fia. A Misnában három mondása maradt fenn.

## IV. Gamáliel
II. Júdás fia. A 3. század második felében élt.

## V. Gamáliel
II. Hillél fia. Nevéhez fűződik a 359-es zsidó naptárreform.

## VI. Gamáliel
Marcellus Empiricus 5. századi orvos tesz említést egy Gamáliel nevű pátriárkáról. Feltételezhető, hogy az utolsó, VI. Gamáliel pátriárkáról van szó, aki Marcellushoz hasonlóan orvos volt.

## Forrás, irodalom
- Magyar zsidó lexikon. Szerk. Ujvári Péter. Budapest: Magyar Zsidó Lexikon. 1929.  Online elérés
- Pázmány Péter Katolikus Egyetemen
- Marcellus Empiricus: De medicamentis
- Babylon.com
- Grätz, Gesch. 3d ed., iv. 449;